# هنري جيمس روس
هنري جيمس روس (بالإنجليزية:  Henry James Ross)‏ (1890-1820 م). رحالة، وتاجر إنجليزي.

## السيرة
ولد هنري جيمس روس أو روز في مالطا عام 1820م. رافق والده في رحلاته التجارية إلى بلاد المشرق العربي، وفي إحدى رحلاته التجارية من عام 1843م، إلتقى كريستيان رسام نائب القنصل البريطاني في الموصل (شقيق هرمز رسام). بعد ذلك بفترة قصيرة أقاموا شراكة عمل مشتركة، وإنتقلوا إلى الموصل.وفي عام 1848م، أصبح هنري جيمس روس مشرفاً على التنقيب في المواقع الأثرية في نينوى نيابة عن صديقه الآثاري أوستن هنري لايارد، ولكن في يوليو/تموز من ذلك العام نقل هنري روس مصالحه التجارية إلى مدينة سامسون، ثم من هناك إلى الإسكندرية عام 1852م. وخلال بداية ستينيات القرن التاسع عشر أصبح روس مدير البنك العثماني الذي كان لايارد أحد مؤسسيه. وبعدها تقاعد هنري روس وسكن في فيلا قرب فلورنسا عام 1869م. وبقي فيها حوالي ثلاثين عاماً حتى وفاته عام 1890م.قامت أرملته جانيت روس بجمع رسائله التي كان يبعث بها إلى شقيقته (ماري) خلال فترة رحلته، وهو واحد من عدة رحالة أجانب زاروا بغداد في العهد العثماني، وبعد ان جمعتها قامت بنشرتها عام 1902م، في كتاب بعنوان:رسائل من الشرق 1837-1857.

## آثاره
- جانيت روس (روز)، رسائل من الشرق 1837-1857 (لندن 1902).[2]
- الفتح الآشوري (لندن 1996).
- قصر سنحاريب في نينوى (2001).[3]